# Моральное улучшение
Моральное улучшение, также моральное биоулучшение или биоусиление морали — использование биомедицинских технологий для морального совершенствования людей. Является развивающейся темой в нейроэтике — области, занимающейся развитием этики нейронаук. Данную концепцию в 2008 году представил Томас Дуглас, после чего в литературе по биоэтике началось обсуждение её преимуществ. Одними из самых активных её сторонников стали Ингмар Перссон и Джулиан Савулеску. Большая часть обсуждений по данной теме ведётся вокруг их книги «Непригодны для будущего? Необходимость морального улучшения» 2012 года.

## Типы
Между моральным улучшением в целом и биоусилением морали в частности нередко проводят границу, поскольку вторая идея состоит сугубо в применении биомедицинских подходов. Некоторые также отличают инвазивные вмешательства от неинвазивных, целевые от результативных, терапевтические от совершенствующих, улучшающие способности от улучшающих поведение и пассивные от активных. Вожин Ракич также отличает добровольное и принудительное биоусиление морали, утверждая, что последнее недопустимо. В свою очередь, Паркер Кратчфилд поддерживает скрытное биоусиление морали, поскольку некоторые люди отвергнут его открытое к ним применение. Другие авторы выступают за ограниченные формы данной процедуры, которые лишь будут морально дополнять человека, выступая против полных форм биоусиления морали.
Перссон и Савулеску отмечают, что усиление функции серотонинергической (5-HT) и окситоциновой систем повышает у человека склонность к альтруизму и эмпатии. Как известно, серотонинергическая система отвечает за механизм ингибирования насилия у человека. Многочисленные исследования на животных, и даже некоторые клинические испытания на людях подтвердили возможность селективного подавления атакующей агрессии, не задевая защитное поведение и другие формы активности, путём применения агонистов 5-HT1A и 5-HT1B рецепторов. 5-HT1A и 5-HT1B агонисты рассматриваются некоторыми исследователями как потенциально наиболее перспективные анти-агрессивные агенты в клинической терапии агрессивного поведения.

## Аргументы в пользу идеи
Самый простой аргумент в пользу биоусиления морали — дефиниционный: улучшение моральных качеств — это моральное благо, поскольку при прочих равных условиях любое биомедицинское лечение, которое действительно улучшает моральные качества, приносит моральное благо. Изначально Дуглас предложил эту идею в качестве контрпримера тому, что он называет «биоконсервативным тезисом», по которому улучшение человека аморально, даже если оно осуществимо. Он утверждает, что усовершенствования, направленные на улучшение моральных мотиваций человека являются морально допустимыми. Например, он называет улучшения, уменьшающие «контрморальные» расистские и агрессивные эмоциональные реакции морально допустимыми, поскольку они устраняют препятствия на пути к моральности.
В 2009 году Марк Алан Уокер предложил проект генетического усиления моральных качеств. Учитывая, что черты личности передаются по наследству, а некоторые черты являются моральными, в то время как другие — аморальными, он предлагает усиливать моральные черты и ослаблять аморальные с помощью генной инженерии.
Перссон и Савулеску считают, что научно-технический прогресс происходит быстрее, чем биологическая адаптация человеческой моральной психологии. Ввиду этого возникают разнообразные угрозы, например, трагедия общих ресурсов или риск использования ядерного оружия. Также существует риск того, что ввиду стремительного удешевления биотехнологий появится возможность легко создавать «подвальные лаборатории», в том числе для использования в биотерроризме. Смягчение этой и других подобных угроз кажется невозможным без резкого расширения слежки и ограничения свободы, поскольку нелегальные биотехнологические лаборатории можно легко спрятать и переместить. Возникает риск того, что ответом на такие угрозы станет установление глобального тоталитарного режима — даже довольно либеральным государствам придётся использовать все возможные средства, чтобы обеспечить постоянную слежку за каждым человеком. Это можно было бы предотвратить с помощью биоусиления морали.

## Критика
Джон Харрис критикует моральное улучшение на основании того, что оно ограничивает свободу человека поступать неправильно, делая невозможным безнравственный поступок, тем самым подрывая его автономию. Харрис считает, что без этой свободы человек не сможет отличить правильное от неправильного.
В ответ сторонники биоусиления морали заявляют, что данная процедура не только не лишает человека свободы, но и может расширять её. Свободно выбранное моральное улучшение не является угрозой для свободы, как пишет Вожин Ракич. Томас Дуглас утверждает, что, ослабление предубеждений, которые мешают моральным суждениям, может устранить ограничения способности быть моральным. Это не отнимает у человека свободу быть аморальным. Напротив, это просто даёт ему больше свободы быть моральным.
Поскольку природа морали исторически вызывает множество разногласий, некоторые авторы задаются вопросом, возможно ли выработать достаточно широко признанную этическую основу для биоусиления морали, особенно в отношении того, какие качества должны быть усилены.
В ответ Дэвид ДеГрация утверждает, что, несмотря на разнообразие этических систем, «существуют точки пересечения консенсуса между конкурирующими, обоснованными моральными взглядами».